# Napster
Napster, criado por Shawn Fanning e seu co-fundador Sean Parker, é um serviço de streaming de música pertencente à Rhapsody Internatonal Inc, contando com aproximadamente 40 milhões de faixas. Anteriormente, foi o programa de compartilhamento de arquivos em rede P2P criado em 1999, que protagonizou o primeiro grande episódio na luta jurídica entre a indústria fonográfica e as redes de compartilhamento de música na Internet. Compartilhando, principalmente, arquivos de música no formato MP3, o Napster permitia que os usuários fizessem o download de um determinado arquivo diretamente do computador de um ou mais usuários de maneira descentralizada, uma vez que cada computador conectado à sua rede desempenhava tanto as funções de servidor quanto as de cliente.

## História
A primeira versão foi lançada na Internet em 1999. Seu criador visava facilitar a forma como obtinha músicas MP3 na Internet - nesta época, isso não era tarefa fácil, era preciso domínio de muitas ferramentas, esforço e sobretudo paciência. Foi então que Shawn Fanning teve a brilhante ideia: "Que bom que seria se todo mundo pudesse compartilhar as suas coleções de músicas e baixar novos arquivos MP3 diretamente nos computadores dos outros usuários".
O Napster começou a ganhar popularidade já no início de 2000 quando também veio a se tornar uma empresa. Novas versões eram lançadas mensalmente e o número de usuários quadruplicava todas as semanas. Em seu auge, em Janeiro de 2001, o Napster teve um pico de 8 milhões de usuários conectados trocando diariamente um volume estimado de 20 milhões de canções.
No início de 2001 não resistiu a uma série de ações legais e o serviço foi fechado em março. Várias companhias da indústria fonográfica decidiram processar o serviço, acusando de promover a pirataria e possibilitar a troca de arquivos de áudio protegidos por direito autoral. Os servidores do Napster foram desligados após uma batalha judicial travada entre seus operadores e a Recording Industry Association of America (RIAA) e, em dezembro de 2002, foi comprado pelo grupo Roxio, fabricante de softwares para gravação de CD e DVD, e passou a vender as músicas arquivadas aos usuários. As grandes empresas da indústria fonográfica, como a Sony e a Warner acusaram o Napster de violar a Lei de Copyright, ajudando a disseminar ilegalmente arquivos protegidos por tal lei. A banda Metallica se declarou publicamente contra o Napster. O baterista da banda, Lars Ulrich, tomou a frente das acusações, movendo ações legais contra o software. Se no início do ano de 2001, artistas uniram-se à batalha contra o file sharing, no cenário musical era possível encontrar artistas com opinião contrária, defendendo a forma utilizada pelo público para consumo da música. Tom Morello é um exemplo. Quando a Sony, proprietária legal dos direitos de suas músicas, utilizou a Digital Millenium Copyright Act (DMCA, sigla para Lei dos Direitos Autorais do Milênio Digital em português), para bloquear usuários que compartilhavam faixas do álbum Renegades por meio do Napster, Morello declarou-se totalmente ofendido com a decisão de sua gravadora, anunciando que outras faixas em MP3 estariam disponíveis para download no site da banda.
Mas a revolução não acabou e mudou a indústria fonográfica para sempre: isso porque novos programas que faziam o mesmo que o Napster surgiram no mesmo ano - WinMX, Kazaa, eDonkey, Morpheus, Audiogalaxy.

## Napster Network
Napster Network é uma rede de P2P, a primeira rede popularizada foi a utilizada pelo programa Napster e sendo encerrada em 2001. Foi criada uma rede paralela no final de 2016, chamada também de OpenNap. É importante frisar que o Napster atualmente é um serviço de compra de músicas pela Internet e possui uma estrutura cliente-servidor tradicional.

## Legado
O Napster e o MP3 são associados a revolução da música digital que mudou a indústria da música para sempre. As gravadoras tiveram perdas massivas na vendas de álbuns em meio físico, ano após ano desde 2000. Foi então que a Apple Inc. começou a vender música em formato digital (AAC) pela iTunes Music Store por um preço abaixo do que os aplicados pelas gravadoras, começando a lucrar com negócio. Além de oferecer música online por um preço acessível, as primeiras interfaces da loja virtual de Steve Jobs era muito parecida com o próprio Napster. A semelhança ajudou que os usuários se adaptassem facilmente a nova forma de consumir música. Porém, na época, o que mais importava com esse novo negócio da Apple era a venda de seu tocador de música digital, o iPod. O player acompanhou a revolução na música digital; ao comprar uma música na iTunes Store, era muito fácil transferir os arquivos para o iPod. Mesmo com essas iniciativas de sucesso na comercialização de música digital online, ainda hoje é possível obter música em formato MP3 de forma ilegal e não autorizada através de aplicações como eMule, Ares Galaxy e BitTorrent. O aplicativo BitTorrent, muitas vezes confundido com o próprio torrent, é um dos mais conhecidos e utilizados para o compartilhamento de arquivos torrent. Por permitir que arquivos maiores circulassem na rede, o torrent foi responsável por um episódio parecido ao acontecido com o Napster, a acusação do The Pirate Bay.

## Atualidade
Hoje em dia, o Napster é um serviço de streaming de músicas online com o plano de R$ 17,90.  Contando com cerca de 60 milhões de faixas, 4 milhões de álbuns e 2 milhões de artistas, nele há rádios personalizadas de acordo com gênero musical, que vão se aperfeiçoando com o tempo de uso, e recursos como o Car Mode, que facilita a navegação quando o usuário está dirigindo, o Kids Mode, otimizado para crianças e uma ferramenta exclusiva, o EarPrint, onde o usuário pode personalizar o som de acordo com sua audição. Além disso, está disponível em diversos países como: Argentina, Áustria, Bélgica, Brasil, Colômbia, Dinamarca, Finlândia, França, Alemanha, Grécia, Irlanda, Itália, Luxemburgo, Países Baixos, Noruega, Portugal, Espanha, Suécia, Suíça, Reino Unido e EUA, entre outros. A empresa também fez parcerias com a operadora Vivo, o Portal Terra, o time Corinthians e a Rede Transamérica.

## Cronologia
- Janeiro de 1999: Shawn Fanning abandona a universidade para desenvolver o software que ganharia o nome de Napster.
- Junho de 1999: O Napster entra no ar possibilitando de uma maneira simples que usuários compartilhassem músicas em formato mp3.
- Agosto de 1999: O tio de Fanning, John Fanning, juntamente com outros investidores, oferece um acordo para gerenciar o Napster.
- Outubro de 1999: As negociações para distribuição de música online com as gravadoras não obtêm sucesso.
- Dezembro de 1999: A RIAA exige US$100 mil por música baixada por quebra dos direitos autorais.
- Fevereiro de 2000: Várias universidades dos EUA proíbem o uso do Napster em seus computadores.
- Abril de 2000: A banda Metallica entra com ações contra o Napster por distribuir suas canções de forma ilegal.
- Maio de 2000: Em resposta aos processo, o Napster mostra que está disposto a colaborar, banindo mais de 300 mil usuários que compartilham músicas da banda.
- Junho de 2000: A RIAA entra com um mandado de segurança para bloquear material compartilhado de grandes selos.
- Julho de 2000: A empresa anuncia planos para cooperar com as gravadoras. Um juiz estabelece um prazo de 48 horas para que o Napster pare de permitir que músicas com copyright sejam compartilhadas.
- Agosto de 2000: Madonna entra com um processo contra o site por divulgar as faixas de seu álbum 'Music', sem autorização e um mês antes do lançamento oficial.
- Outubro de 2000: A Napster anuncia parcerias para pagar os artistas cujas músicas são compartilhadas no site.
- Março de 2001: Um filtro é instalado nas buscas do Napster para bloquear o download de arquivos listados pelas gravadoras.
- Junho de 2001: Chega a Portugal o Napster
- Julho de 2001: A Justiça proíbe todos os downloads de arquivos no site, a menos que o filtro funcione 100%.
- Novembro de 2002: O Napster é comprado pela Roxio por US$ 5,2 milhões.
- Setembro de 2003: Programada a chegada do Napster no Brasil.
- Setembro de 2010: O Napster é comprado pela Best Buy por U$ 121 milhões.[3]
- Maio de 2008: O Napster se torna um serviço de venda de música online.[4]
- Outubro de 2011: O Napster é comprado pela Rhapsody.[5]
- Hoje, o Napster é um serviço de streaming de música.